# Stora Melpad
Stora Melpad är en ö som är belägen mitt i Korsnäsfjärden i Runn och tros ha fått sitt namn av att den var mittpunkt för ett antal sockengränser som utgick från ön. Den är sedan 1930-talet klubbholme för Runns Segelsällskap (RSS).
År 1933 byggdes den första klubbstugan på ön, då på ofri grund. En större om- och tillbyggnad av huset genomfördes 1947. År 1985 erhöll RSS lagfarten för ön vilken i dag förutom klubbhuset har bryggor i fyra väderstreck och en bastu.